# Ary Sleeksprijs
De Ary Sleeksprijs is een literatuurprijs die van 1974 tot 1996 driejaarlijks werd toegekend voor een in het Nederlands door een Vlaams auteur geschreven roman, novellebundel of essay. De prijs wordt toegekend door de Koninklijke Academie voor Nederlandse Taal- en Letterkunde in Gent. In 2003 werden de prijzen van KANTL gereorganiseerd en werden nieuwe vijfjaarlijkse prijzen toegekend.

## Gelauwerden
- 1996 - Marcella Baete voor Kasterbant
- 1993 - Bart Plouvier voor De reiziger, de veroveraar en de autochtoon
- 1984 - Hector J. Loreis voor De bevrijding van Sandor Töröl
- 1981 - John Geeraert voor Paardjes uit Polen en andere verhalen
- 1978 - Werner Pauwels voor Dameshondje

Externe link:
Koninklijke Academie voor Nederlandse Taal- en Letterkunde